# Filip Nalezinek
Filip Nalezinek (* 4. Juli 2003) ist ein tschechischer Fußballtorhüter.

## Karriere

### Verein
Nachdem Nalezinek in der Jugend für TJ Lipoltice gespielt hatte, schloss er sich 2014 dem FK Pardubice an. Hier durchlief er die weiteren U-Mannschaften und kam am 25. September 2021 auch für die B-Mannschaft ein Mal in der dritten Liga zum Einsatz. Im Februar 2022 wechselte er zu Sparta Prag, wo er nun für die B-Mannschaft in der zweiten Liga im Kasten steht.

### Nationalmannschaft
Mit der tschechischen U15 bestritt er ein Spiel und bei der U16 stand er zwei Mal im Tor. Ende 2023 hütete er es für die U20  in einer Partie bei der Under 20 Elite League.